# چهچه‌زن حنایی
چهچه‌زن حنایی (نام علمی: Argya rubiginosa)، گونه‌ای از پرندگان خانواده توکایان خندان است که در اتیوپی، کنیا، سومالی، سودان، تانزانیا و اوگاندا یافت می‌شود. زیستگاه طبیعی آن ساوانای خشک و بوته‌زارهای خشک نیمه‌گرمسیری یا گرمسیری است.
این گونه در گذشته در سردهٔ لیکوهای توکانما قرار می‌گرفت، اما پس از انتشار یک مطالعه جامع دربارهٔ تبارزایی مولکولی در سال ۲۰۱۸، به سردهٔ بازسازی‌شده لیکوهای پرسروصدا منتقل شد.